# Martin F. Semmelhack
Martin F. Semmelhack (* 19. November 1941) ist ein US-amerikanischer Chemiker.

## Leben
Semmelhack wuchs in Appleton (Wisconsin) auf und durfte bereits als Schüler im örtlichen Universitätslabor verkehren, wo er den Professor David M. Lemal als Mentor gefunden hatte.
Nach einem Bachelor in Chemie an der University of Wisconsin, Madison (1963) graduierte Martin F. Semmelhack im Jahr 1967 unter E. J. Corey an der Harvard University. Anschließend war er NIH-finanzierter Postdoc an der Stanford University unter Anleitung von W. S. Johnson.
1968 wurde Semmelhack auf eine Stelle als Assistant Professor an die Cornell University berufen. 1977 wurde er Full Professor und wechselte ein Jahr später an die Princeton University, wo er bis heute als aktiver Emeritus tätig ist. Von 1988 bis 1990 war er als Berater für American Cyanamid tätig.

## Werk
Am Beginn seiner Karriere beschäftigte er sich mit der Nutzung von Übergangsmetall-Komplexen vor allem zur Synthese von Naturstoffen. Als Ergebnis daraus entstanden Übersichtsartikel zu den Aren-Chrom-Tricarbonyl-Komplexen. In den letzten Jahren beschäftigte sich Semmelhack zusammen mit der Biologin Bonnie L. Bassler mit quorum sensing, z. B. dem Autoinducer-2 (AI-2).
Einige seiner Postdocs wurden inzwischen auf Professuren berufen.